# Uwe Claus
Uwe Claus (* 16. September 1960 in Meißen) ist ein deutscher Schriftsteller.

## Leben
Uwe Claus lernte zunächst den Beruf des Zerspanungsfacharbeiters. Von 1981 bis 1985 absolvierte er ein Fachhochschulstudium der Religionspädagogik und arbeitete anschließend als Religionspädagoge in Oschatz und Dresden. 2004 führte Uwe Claus ein Studienaufenthalt ins Baltic Centre for Writers and Translators in Visby/Schweden. Uwe Claus ist Mitglied im Verband deutscher Schriftsteller (VS) und in der Unabhängigen Schriftsteller Assoziation (ASSO). Er war Preisträger des Wettbewerbs der Redaktion Das Gedicht 2005. Uwe Claus veröffentlicht Lyrik und Prosa. Er lebt in Dresden.

## Werke (Auswahl)
- Raben halten Siesta, Dresden, 2006
- Streitpunkt Gottes Sohn, Dresden, 2005
- Boien oder der Tanz um den goldenen Rathausmann, Dresden, 2004
- Haiku, Prisma und Worte wie Fächer, Dresden, 2001
- Cafe Europa, Dresden, 2000

### Anthologien und Literaturzeitschriften (Auswahl)
- Ralph Grüneberger (Hg.)/Gesellschaft für zeitgenössische Lyrik. Poesiealbum neu. Ausgabe 1/2011.